# The Bell Witch EP
Pour le groupe de doom metal américain, voir Bell Witch.
Albums de Mercyful Fate
In the Shadows
(1993) Time
(1994)
The Bell Witch, sorti en 1994, est un EP promotionnel sorti par Mercyful Fate pour accompagner la sortie de l'album de la réunion du groupe appelé In the Shadows. Il contient deux chutes de cet album. La chanson-titre est basé sur la légende américaine The Bell Witch (la sorcière de la Famille Bell). Cet EP contient aussi quatre extraits live du concert du 8 octobre 1993 à Los Angeles.

## Liste des titres
| 1.    | The Bell Witch        | 4:34 |
| 2.    | Is that You, Melissa  | 4:37 |
| 3.    | Curse of the Pharaohs | 4:24 |
| 4.    | Egypt                 | 4:53 |
| 5.    | Come to the Sabbath   | 6:48 |
| 6.    | Black Funeral         | 3:40 |
| 28:56 |                       |      |

## Composition du groupe
- King Diamond - Chant
- Hank Shermann - Guitare
- Michael Denner - Guitare
- Timi "Grabber" Hansen - Basse
- Snowy Shaw - Batterie